# 對葉薯蕷
對葉薯蕷，是薯蓣科薯蓣属的一种植物。 對葉薯蕷的塊莖也被稱為山藥、印度山藥，原產於緬甸、印度次大陸（印度、斯里蘭卡、孟加拉）。以前被稱為 Dioscorea opposita 的植物，現在被認為與對葉薯蕷（Dioscorea oppositifolia）是指同一個物種。然而薯蕷也經常被錯誤地稱為Dioscorea opposita，許多植物學的著作可能會去指出標示錯誤的名單，Dioscorea opposita auct.才是薯蕷（D. polystachya）的同義詞，而不是Dioscorea opposita Thunb.。